# Party people
«Party People» es una canción del rapero Nelly con la colaboración de la cantante Pop, Fergie. Es el primer sencillo del quinto álbum de estudio de Nelly, Brass Knuckles. Además aparece en la versión de lujo del primer álbum de Fergie, The Dutchess. La canción está producida por Polow Da Don.

## Información
Originalmente la canción iba a ser incluida en el disco de debut de Fergie con la colaboración del rapero "Trina", pero decidieron no publicarla porque esto le daría una imagen urbana a la cantante. El productor de la pista Polow Da Don, mostró la pista a Nelly quien inmediatamente decidió que la canción debería estar en su nuevo disco. Nelly y Fergie cantaron "party people" en los "BET Awards" y en los "MTV Japan Music Awards".

## Video musical
El video fue grabado en Los Ángeles, California y dirigido por Marc Webb. En el video aparecen los cameos de Polow Da Don y Keri Hilson. El videoclip se estrenó el 14 de abril en MTV.El vídeo comienza con muchas luces mientras Fergie se balancea en un balancín mientras Nelly se eleva de entre la tierra. El resto del vídeo sigue con Nelly y Fergie cantando a la cámara y simulando peleas entre dos bandas urbanas. También se ve a Fergie andando sobre una pasarela en la que luego aparece Nelly y se origina una "guerra de sexos". El vídeo se termina con un cameo de la cantante de R&B Keri Hilson que lleva una camiseta con el lema "El Hip-Hop no está muerto" (Hip-Hop Ain't Dead)

## Canciones
UK CD Single
1. Party People (Clean)
2. Party People (Explicit)
3. Cut It Out

## Posicionamiento
| Listas (2008)                      | Posiciones |
| ---------------------------------- | ---------- |
| Australian ARIA Singles Chart      | 14         |
| Canadian Hot 100                   | 52         |
| MTV Asia Chart Attack              | 18         |
| Irish Singles Chart                | 12         |
| German Singles Top 100             | 23         |
| Nueva Zelanda RIANZ Singles Chart  | 7          |
| MTV Asia Hip-hop Count Down        | 2          |
| Austrian Singles Top 75            | 46         |
| UK Singles Chart                   | 14         |
| US Billboard Hot 100               | 40         |
| US Billboard Pop 100               | 15         |
| US Billboard Hot R&B/Hip-Hop Songs | 62         |
| US Billboard Hot Rap Tracks        | 16         |